# The Westland Case
The Westland Case ist ein US-amerikanischer Kriminalfilm nach dem Roman Headed for a Hearse von Jonathan Latimer (deutsche Titel: Unschuldig verurteilt oder Wettlauf mit der Zeit).

## Handlung
Der Chicagoer Geschäftsmann Robert Westland wird verdächtigt, seine Ehefrau, von der er sich gerade scheiden ließ, umgebracht zu haben. Die Leiche der Frau wurde in ihrer verschlossenen Wohnung gefunden, und außer ihr hatte nur Westland einen Schlüssel. Zudem verschwindet Westlands Waffe anscheinend spurlos. In wenigen Tagen soll Westland für den Mord hingerichtet werden, da bekommt er einen anonymen Brief: Der Absender behauptet, von Westlands Unschuld zu wissen und ihm ein Alibi verschaffen zu können. Beauftragt von Westlands Anwalt Charles Frazee und seiner neuen Verlobten Emily Lou Martin, machen der Privatdetektiv Bill Crane und sein Assistent Doc Williams den Absender ausfindig, der aber ebenfalls getötet wird. Nun beginnt für Crane ein Wettlauf gegen die Zeit, Westlands Unschuld zu beweisen und den wahren Mörder zu finden. Er findet die im Chicago River versenkte Waffe Westlands und kann durch einen Ballistik-Experten nachweisen lassen, dass es sich nicht um die Tatwaffe handelt.
Am Ende stellt sich heraus, dass Emily bereits verheiratet ist, und zwar mit Westlands Geschäftspartner Richard Bolston. Dieser hat Westlands Wertpapiere gegen Fälschungen ausgetauscht und verkauft. Doch als man ihm auf die Spur zu kommen drohte, besorgte er sich die gleiche Waffe, die Westland besitzt. In Komplizenschaft mit Emily tötete er Westlands Frau, um den Verdacht auf ihn zu lenken und ihn loszuwerden. Bei der Öffnung der Wohnung durch die Polizei war er zugegen und konnte den Schlüssel unbemerkt zurücklegen.
Erst wenige Minuten vor der geplanten Hinrichtung, in Anwesenheit aller Beteiligten, klärt Crane den Fall auf und Westland kann das Gefängnis verlassen.

## Produktion
Universal Pictures erwarb die Filmrechte an einigen Kriminalromanen von The Crime Club, einem Imprint des Doubleday-Verlags. Zwischen 1937 und 1939 entstanden elf Filme nach diesen Romanen, The Westland Case war der erste und kam am 31. Oktober 1937 in die amerikanischen Kinos. Es folgten zwei weitere Latimer-Verfilmungen um das Detektivduo Bill Crane und Doc Williams: The Lady in the Morgue (1938) und The Last Warning (1938).